# Mélanges de l'École française de Rome
Mélanges de l'École française de Rome es una revista de historia y arqueología publicada por la Escuela Francesa de Roma. 

## Historia
Publicada inicialmente con el título de Mélanges d'archéologie et d'histoire de 1881 a 1970, actualmente existe en varias series distintas: Mélanges de l'École française de Rome: Antiquité (MEFRA), Mélanges de l'École française de Rome: Moyen Âge (MEFRM) y Mélanges de l'École française de Rome: Italie et Méditerranée (MEFRIM).
Los Mélanges de l'École française de Rome están disponibles con acceso libre hasta 1999 en el portal Persée.

## Bibliographie
- « Cent ans de publications », dans Archives de France, L'École française de Rome 1875-1975, Parías-Roma, 1975, pp. 35-68.
- Le vocabulaire des attributions de terres en Campanie, Jean-Pierre Vallat, Mélanges de l'École française de Rome. Antiquité, tomo 91, n°2. 1979. pp. 977-1014.